# María Vallejo-Nágera
María Vallejo-Nágera Zóbel (Madrid, 6 de mayo de 1964) es una escritora española.

## Biografía
Tercera hija del escritor Juan Antonio Vallejo-Nágera y de María Victoria Zóbel de Ayala y Pfitz, miembro de una de las principales familias de Filipinas. Es prima de Samantha y Nicolás Vallejo-Nágera "Colate", y sobrina del pintor Fernando Zóbel.
Comenzó sus estudios en el Colegio de Nuestra Señora de los Rosales de Madrid, prosiguiéndolos en la facultad de Pedagogía de la Universidad Complutense de Madrid, donde se licenció.
Poco después se casó con Julio y tuvo dos hijas gemelas: Beatriz y Cristina. El trabajo de su marido llevó a la familia a Londres, donde residieron varios años. Durante todo este tiempo escribió cuentos infantiles. En el invierno de 1997, mientras estaba embarazada de su tercer hijo Gonzalo, comenzó a escribir su primera novela En un rincón andaluz. Al concluirla, buscó donde publicarla y la envió al Premio Planeta con la idea de acudir después a la editorial para pedir consejo sobre cómo empezar. La novela fue seleccionada como finalista entre cuatrocientas presentadas, quedando quinta en la votación final.
Para preparar la publicación de su libro Mujeres de luz, María cursó un máster en liderazgo para personas de más de cincuenta años y tres cursos de teología y sobre cristianismo primitivo en la Universidad de Harvard.
En 2018 impartió clases sobre las grandes obras del arte sacro en el Museo del Prado.

## Conversión al Catolicismo
Durante un viaje a Medjugorje, un centro de peregrinaciones marianas en Bosnia-Herzegovina, dijo tener una conversión el 9 de mayo de 1999. Este episodio, comentado repetidas veces por ella misma en diversas entrevistas, ha cambiado su vida. Posteriormente afirmó sobre Medjugorje que es "un lugar donde la sobrenaturalidad de Dios se percibe por cada poro de la piel."

## Obras
- En un rincón andaluz, Madrid, Vari Editores, 2000, 288 pp.[3]
- Luna Negra: La luz del Padre Pateras, Barcelona, Belacqua, 2000, 255 pp.[10]
- El castigo de los ángeles, Barcelona, Planeta, 2001, 247 pp.[2]
- Un mensajero en la noche: Un relato escalofriante basado en un hecho real, Barcelona, Belacqua, 2003, 253 pp. (30 reediciones), (Madrid, Ciudadela, 2021, 256 pp.)[11]
- Un mensajero en la noche: Un relato escalofriante basado en un hecho real, Madrid, Palabra, 2003.
- La nodriza, Barcelona, Ediciones B, 2005, 360 pp.
- El patio de los silencios, Barcelona, Styria, 2005, 255 pp.[3]
- Entre el cielo y la Tierra. Historias curiosas del purgatorio, Barcelona, Planeta, 2007, 336 pp.[12][13]
- Mala Tierra, Madrid, Ciudadela, 2009, 253 pp.
- Lola Torbellino, Barcelona, Ediciones B, 2010, 240 pp.[14]
- Lola Torbellino en la playa, Barcelona, Ediciones B, 2011, 232 pp.
- Cielo e infierno: verdades de Dios, Madrid, Libros Libres, 2012, 333 pp.
- De María a María: Puerta del cielo, Madrid, Palabra, 2014, 352 pp.
- Niña Juana: El misterio de Cubas de la Sagra, Madrid, La esfera de los Libros, 2016, 424 pp.
- Mujeres de luz, Barcelona, La esfera de los libros, 2018, 376 pp.[15]
- Paseando por el cielo, Madrid, Palabra, 2019, 280 pp,[16]
- Lola Torbellino, Madrid, Palabra, 2024, 224 pp.
- La Biblia para zoquetes. Tomo I: Desde Adán y Eva hasta Abraham, Madrid, Palabra, 2024, 336 pp.[17]